# Графф, Сириль
Сириль Графф (фр. Cyril Graff; род. 11 сентября 1980, Нанси) — французский стрелок из винтовки. участник летних Олимпийских игр 2012 года, серебряный призёр чемпионата мира 2010 года, шестикратный чемпион Европы.

## Спортивная биография
Заниматься стрельбой Сириль начал в 1992 году. На юниорском уровне главным успехом в карьере Граффа стало золото чемпионата Европы среди юниоров 1997 года. В 2010 году Сириль завоевал серебряную медаль чемпионата мира в командных соревнованиях в стрельбе из винтовки из трёх положений. 2011 год стал одним из самых удачных в карьере французского стрелка. Сириль стал бронзовым призёром этапа Кубка мира, а также завоевал золото чемпионата Европы в Белграде.
В 2012 году Графф принял участие в летних Олимпийских играх в Лондоне. В соревнованиях по стрельбе из винтовки из трёх положений Графф пробился в финал, но ему не хватило всего 0,3 балла, чтобы завоевать бронзу соревнований. В стрельбе из винтовки из положения лёжа Сириль выступил крайне неудачно, заняв лишь 46-е место.